# Стів Роуч
Стів Роуч (англ. Steve Roach; народився 16 лютого 1955 року) — американський композитор і виконавець ембієнтної та електронної музики, чиї записи ґрунтуються на його враженнях від навколишнього середовища, сприйняття, потоку та простору. Його творчість вплинула на розвиток жанрів транс та нью-ейдж.
Роуч отримав дві номінації на премію Греммі за «Альбом року New Age»: його альбом Spiral Revelation номінували 2017 року; 2018 року номінували Molecules Of Motion. 
Роботи Роуча увійшли до списку «1000 записів, які потрібно почути перед смертю».

## Біографія
Відпочатку гонщик мотокроса, у віці 20 років Роуч сам навчився грати на синтезаторі, надихнувшись роботами Tangerine Dream, Клауса Шульце та Вангеліса. Його дебютний альбом Now з’явився у 1982 році, а потім – Structures from Silence у 1984 році. У 1986 році він випустив свою популярну серію Quiet Music. У 1988 році випустив подвійний альбом Dreamtime Return, який критики назвали шедевром.
Оскільки прихильність Роуча до ембієнт-музики зростала, його композиції зазвичай були безбитовими. Однак його ритмічні та трансові релізи груву та трайбл-ембієнту майже такі ж численні як і його більш атмосферні релізи. Деякі записи суворо базуються на синтезаторі, тоді як інші включають експерименти з ембієнтною гітарою.
Інші твори, однак, перетинаються з більш етнічними та фольклорними впливами. Роуч навчився грати на диджериду під час тривалих поїздок до Австралії в 1980-х роках, і став одним із перших прихильників його використання в ембієнт-музиці. Його робота з мексиканським музикантом Хорхе Рейєсом познайомила Роуча з доіспанськими музичними елементами, які він також включив у свою музику. Ці колаборації зробили Роуча одним із засновників трайбл-ембієнт-саунду.
Роуч одружений з письменницею та тренеркою з верхової їзди Ліндою Коханов (яка виступала на деяких з його альбомів). Вони живуть у Тусоні, штат Аризона.

## Дискографія

### Студійні альбоми
- Now (1982)
- Traveler (1983 Domino)
- Structures from Silence (1984 Fortuna) — remastered 2001
- Quiet Music 1 (1986 Fortuna) — касета
- Empetus (1986 Fortuna) — касета, CD, вініл- 2 диски, (перевипущені на Projekt 2008) — CD, Digital (перевипущені на Projekt 2017)
- Quiet Music 2 (1986 Fortuna) -cassette
- Quiet Music 3 (1986 Fortuna) -cassette
- Dreamtime Return (1988 Fortuna) – 2 discs, (remastered 2005 Projekt)
- World's Edge (1992 Fortuna) – 2 discs
- Origins (1993 Fortuna)
- The Dream Circle (1994 Soundquest LTD1) -CD (Limited 2000 copies)
- Artifacts (1994 Fortuna)
- The Dreamer Descends (1995 Amplexus (label))
- The Magnificent Void  (1996 Hearts of Space)
- On This Planet (1997 Hearts of Space)
- Slow Heat (1998 Timeroom Editions 1)
- Light Fantastic (album) (1999 Hearts of Space)
- The Dream Circle (1999 Timeroom Editions) Re-release of 1994 CD
- Atmospheric Conditions (1999 Timeroom Editions)
- Early Man (2000 Manifold) - (1 disc Limited Slate Slab PKG)
- Midnight Moon (2000 Projekt)
- Early Man (2001 Projekt) - 2 discs
- Core (2001 Timeroom Editions)
- Streams & Currents (2001)
- Darkest Before Dawn (2002)
- Mystic Chords & Sacred Spaces (2003 Projekt) – 4 discs
- Life Sequence (2003)
- Fever Dreams (2004)
- Holding the Space: Fever Dreams II (2004 Timeroom Editions)
- Possible Planet (2005)
- New Life Dreaming (2005)
- Immersion: One (2006 Projekt)
- Proof Positive (2006)
- Kairos: The Meeting of Time and Destiny (2006) – CD + DVD
- Immersion: Two (2006 Projekt)
- Immersion: Three (2007) – 3 discs
- Fever Dreams III (2007) – 2 discs
- Arc of Passion (2007) - 2 discs
- A Deeper Silence (2008)
- Dynamic Stillness (2009) – 2 discs
- Immersion: Four (2009 Timeroom Editions)
- Afterlight (album) (2009)
- Destination Beyond (2009)
- Sigh of Ages (2010)
- Immersion Five – Circadian Rhythms (2011)
- Groove Immersion (2012)
- Back to Life (2012)
- Soul Tones (2012)
- Future Flows (2013)
- Spiral Meditations (2013)
- The Delicate Forever (2014)
- The Delicate Beyond (2014)
- Bloodmoon Rising Night 2 (2014)
- Invisible (2015)
- Bloodmoon Rising Night 3 (2015)
- Skeleton Keys (2015 Projekt)
- Etheric Imprints (2015 Projekt)
- Vortex Immersion Zone (2015 Timeroom Editions)
- Skeleton – Spiral Passage (2015 Timeroom Digital)
- Emotions Revealed (2015 Projekt)
- This Place to Be (2016 Timeroom Editions 38)
- Shadow of Time (2016)
- Painting in the Dark (2016 Timeroom Editions 40)
- Fade to Gray (2016 Timeroom Editions 41)
- Spiral Revelation (2017)
- The Passing (2017 Timeroom Editions 39)
- Nostalgia for the Future (2017 Timeroom Editions 42)
- Long Thoughts (2017)
- Eclipse Mix (2017 Timeroom Editions 43)
- Molecules of Motion (2018)
- Return to the Dreamtime (2018 Timeroom Editions 44)
- Electron Birth (2018 Timeroom Edition 45)
- Mercurius (2018)
- Atmosphere for Dreaming (2018 Timeroom Editions 46)
- Bloom Ascension (2019)
- Trance Archeology (2019)
- Stillpoint (2020 Timeroom Editions 47)
- A Soul Ascends (2020)
- Tomorrow (2020 Soundquest Music)
- Into the Majestic (2021 Timeroom Editions 49)

### Живі альбоми
- Stormwarning: Live in Concert (1989 Soundquest)
- All is Now: Steve Roach Live 2002 (2002)
- Storm Surge: Live at NEARfest (2006)
- Landmass (2008 Timeroom Editions)
- Live at Grace Cathedral (2010) – 2 discs
- Live at SoundQuest Fest (2011)
- Journey of One: The Tribal Ambient Era Live 1996 (2011) – 2 discs
- Ultra Immersion Concert (2013)
- Live Transmission (2013) – 2 discs
- Live in Tucson 2000 (2013)
- At the Edge of Everything (2013)
- Alive in the Vortex (2015 Timeroom Editions 35) – 2 discs
- Live in Tucson: Pinnacle Moments (2016 Timeroom Editions 37)
- The Sky Opens (2020)
- Live at SoundQuest Fest 2021 (2021 Timeroom Editions 50)

### Збірники
- Quiet Music (1988 Fortuna) -compilation 1-3 CD
- Now / Traveler (1992 Fortuna) -compilation 1-2 CD
- The Lost Pieces (1993 Rubicon) -CD (re-released on Projekt 1995)
- Truth & Beauty: The Lost Pieces Volume Two (1999 Timeroom Editions 2)
- Dreaming... Now, Then: A Retrospective 1982–1997 (1999 Fortuna) – 2 discs
- Quiet Music: Complete Edition (1999 Fortuna) – 2 discs, re-release of 1988 CD
- Time of the Earth (2001) – DVD
- Pure Flow (2001)
- Day Out of Time (2002)
- Space and Time: An Introduction to the Soundworlds of Steve Roach (2003 Projekt)
- Texture Maps: The Lost Pieces Vol. 3 (2003 Timeroom Editions)
- Places Beyond: The Lost Pieces 4 (2004 Timeroom Editions)
- Quiet Music: The Original 3–Hour Collection (2011) – 3 discs
- Rasa Dance: The Music of Connection (2013)
- The Desert Collection: Volume One (2014)
- The Skeleton Collection 2005 – 2015 (2015 Timeroom Editions)
- Bloodmoon Rising: The Complete 5–Hour Collection (2015 Timeroom Editions 34)